# Lessing-Othmer-System
Das Lessing-Othmer-System zur phonetischen Umschrift der chinesischen Zeichen bzw. Sprache in lateinische Schrift geht auf Ferdinand Lessing (1882–1961) und Wilhelm Othmer (1882–1934) zurück. Von Richard Wilhelm wurde es auch als Wilhelm-Lessing’sches System bezeichnet.
Die deutschen Kaufleute in Tsingtau (damals deutscher Name für Qingdao) hatten vorgeschlagen, Kurse in der chinesischen Schriftsprache für Deutsche einzurichten. Wilhelm Othmer und Ferdinand Lessing, der an der Übersetzungsanstalt der im Oktober 1909 eröffneten Deutsch-Chinesischen Hochschule in Tsingtau tätig war, führten diese Kurse durch. Hierzu verwendeten sie nicht die britische Wade-Giles-Umschrift, sondern erarbeiteten – wie jeweils auch andere deutsche Sinologen – eine eigene, den gewohnten deutschen Lauten angepasste Transkription.
Das Lessing-Othmer-System wurde 1911 von einer Versammlung deutscher Lehrer in China zum Standard erhoben und hauptsächlich im deutschsprachigen Raum angewendet. Beispielsweise beruhen die Transkriptionen von Hermann Bohner auf dem Lessing-Othmer-System. Heute ist es nicht mehr gebräuchlich. Das von Lessing und Othmer auf Grundlage ihrer Kurse verfasste Lehrbuch war bis in die 1930er Jahre das im deutschsprachigen Raum populärste Chinesisch-Lehrwerk.
Der Staatsrat der Volksrepublik China für Romanisierung beschloss, dass ab dem 1. Januar 1979 alle übersetzten diplomatischen und fremdsprachigen Publikationen im englischsprachigen Raum Pinyin und im deutschsprachigen Raum das Lessing-Othmer-System verwenden sollen.

## Laute im Detail
Zum Vergleich werden im Folgenden jeweils die IPA-Umschrift in eckigen Klammern sowie die Pinyin-Variante der Zeichen in runden Klammern mit angegeben.

### Anlaute
Ähnlich dem Pinyin und im Unterschied zur Wade-Giles-Umschrift werden auch im Lessing-Othmer-System die nicht aspirierten Laute („nasp“-Spalten der Tabelle) mit den Buchstaben für die stimmhaften Konsonanten wiedergegeben, während man für die aspirierten Laute („asp“-Spalten der Tabelle) die Zeichen der stimmlosen Pendants verwendet. Dies liegt unter anderem daran, dass im deutschen die stimmlosen Laute im Gegensatz zu den stimmhaften Lauten ebenfalls behaucht ausgesprochen werden und man somit eine möglichst große Übereinstimmung erhält. Von [ʂ] gibt es keine aspirierte, aber eine stimmhafte („sth“) Variante.
|                                                | bilabial  | bilabial   | labio- dental | labio- dental | dental/ alveolar | dental/ alveolar | postalveolar/ retroflex | postalveolar/ retroflex | postalveolar/ retroflex | palatal     | palatal      | velar     | velar      |
| nasp                                           | asp       | nasp       | asp           | nasp          | asp              | nasp             | sth                     | asp                     | nasp                    | asp         | nasp         | asp       |            |
| Plosive                                        | b [p] (b) | p [pʰ] (p) |               |               | d [t] (d)        | t [tʰ] (t)       |                         |                         |                         |             |              | g [k] (g) | k [kʰ] (k) |
| Affrikate                                      |           |            |               |               | ds [ts] (z)      | ts [tsʰ] (c)     | dsch [tʂ] (zh)          |                         | tsch [tʂʰ] (ch)         | dj [tɕ] (j) | tj [tɕʰ] (q) |           |            |
| Frikative                                      |           |            | f [f] (f)     |               | s [s] (s)        |                  | sch [ʂ] (sh)            | j [ʐ] (r)               |                         | hs [ɕ] (x)  |              | h [x] (h) |            |
| Nasale                                         | m [m] (m) |            |               |               | n [n] (n)        |                  |                         |                         |                         |             |              |           |            |
| Lateral                                        |           |            |               |               | l [l] (l)        |                  |                         |                         |                         |             |              |           |            |
| fett = Lessing-Othmer; [ ] = IPA; ( ) = Pinyin |           |            |               |               |                  |                  |                         |                         |                         |             |              |           |            |

### Auslaute
|                                                | vorne     | vorne     | zentral    | zentral      | hinten    | hinten    |
| ungerundet                                     | gerundet  | apikal    | retroflex  | ungerundet   | gerundet  |           |
| geschlossen                                    | i [i] (i) | ü [y] (ü) | ï [ɿ] (-i) | ï [ʅ] (-i)   |           | u [u] (u) |
| mittel                                         | ä [ɛ] (ê) |           |            | örl [ɚ] (er) | ö [ɤ] (e) | o [o] (o) |
| offen                                          | a [a] (a) |           |            |              |           |           |
| fett = Lessing-Othmer; [ ] = IPA; ( ) = Pinyin |           |           |            |              |           |           |

| L-O | ai     | ei       | au      | ou        | an      | ën     | ang       | ëng      |
| IPA | [aɪ]   | [eɪ]     | [aʊ]    | [ɤʊ]      | [an]    | [ən]   | [ɑŋ]      | [əŋ]     |
| PY  | ai     | ei       | ao      | ou        | an      | en     | ang       | eng      |
|     |        |          |         |           |         |        |           |          |
| L-O | ia ya  | iä yä    | iao yao | iu yu     | iän yän | in yin | iang yang | ing ying |
| IPA | [iɑ]   | [iɛ]     | [iaʊ]   | [iɤʊ]     | [iɛn]   | [in]   | [iɑŋ]     | [iŋ]     |
| PY  | ia ya  | ie ye    | iao yao | iu you    | ian yan | in yin | iang yang | ing ying |
|     |        |          |         |           |         |        |           |          |
| L-O | ua wa  | uo wo    | uai wai | ui we     | uan wan | un wën | uang wang | ung wung |
| IPA | [uɑ]   | [uɔ]     | [uaɪ]   | [ueɪ]     | [uan]   | [uən]  | [uɑŋ]     | [ʊŋ]     |
| PY  | ua wa  | uo wo    | uai wai | ui wei    | uan wan | un wen | uang wang | ong weng |
|     |        |          |         |           |         |        |           |          |
| L-O | üä     | üan      | ün      | iung      |         |        |           |          |
| IPA | [yɛ]   | [yɛn]    | [yn]    | [yuŋ]     |         |        |           |          |
| PY  | üe yue | üan yuan | ün yun  | iong yong |         |        |           |          |